# Two Princes
Two Princes é um single de 1993 da banda nova-iorquina Spin Doctors. A canção está presente no álbum Pocket Full of Kryptonite.

## Críticas
A canção recebeu tanto críticas positivas quanto negativas. Foi ranqueada na posição #41 da lista "100 Greatest Songs of the 90s" do canal VH1; em contrapartida, foi ranqueada na posição #21 da lista "50 Worst Songs Ever" elaborada pela revista Blender magazine.

## Na Mídia
- 2001 - Foi tema da 8a emporada do seriado teen Malhação.[3]
- 2009 - Uma das canções do jogo Lego Rock Band.[4]

## Faixas dop Single
CD single
1. "Two Princes" (versão do álbum Pocket Full of Kryptonite) – 4:16
2. "Off My Line" (ao vivo) – 5:30

CD maxi
1. "Two Princes" (versão do álbum Pocket Full of Kryptonite) – 4:16
2. "Off My Line" (ao vivo) – 5:30
3. "Rosetta Stone" (ao vivo) – 8:07

7" single
1. "Two Princes" (versão do álbum Pocket Full of Kryptonite) – 4:16
2. "Off My Line" (ao vivo) – 5:30

## Desempenho nas Paradas Musicais e Certificações
| Listas (1993)                                  | Melhor Posição |
| ---------------------------------------------- | -------------- |
| O campo songid é OBRIGATÓRIO PARA PARADA ALEMÃ | 3              |
| Austrália (ARIA)                               | 3              |
| Áustria (Ö3 Austria Top 75)                    | 5              |
| Bélgica (Ultratop 50 de Flandres)              | 10             |
| Canadá (RPM)                                   | 2              |
| (Billboard Hot 100)                            | 7              |
| (Adult Contemporary)                           | 24             |
| (Mainstream Rock Tracks)                       | 2              |
| (Mainstream Top 40)                            | 1              |
| Finlândia (Suomen virallinen lista)            | 16             |
| França (SNEP)                                  | 5              |
| Irlanda (IRMA)                                 | 5              |
| Noruega (VG-lista)                             | 2              |
| Nova Zelândia (Recorded Music NZ)              | 4              |
| Países Baixos (Dutch Top 40)                   | 2              |
| Reino Unido (UK Singles Chart)                 | 3              |
| Suécia (Sverigetopplistan)                     | 1              |
| Suíça (Schweizer Hitparade)                    | 4              |

| Parada Musical (1993)    | Posição |
| ------------------------ | ------- |
| Australian Singles Chart | 6       |
| Austrian Singles Chart   | 9       |
| Dutch Top 40             | 19      |
| Swiss Singles Chart      | 14      |
| U.S. Billboard Hot 100   | 28      |

| País        | Órgão | Certificação   | Vendagem |
| ----------- | ----- | -------------- | -------- |
| Alemanha    | BVMI  | Disco de Oro   | 250.000  |
| Reino Unido | BPI   | Disco de Plata | 200.000  |